# Torre Medieval de Parpers
La Torre Medieval de Parpers es troba al Parc de la Serralada Litoral, concretament a la Roca del Vallès (el Vallès Oriental).

## Descripció
Només en queden les restes de dues estructures: la primera, un pany de paret amb unes petites finestres que podrien ésser espitlleres, i la segona que podria ser una fossa, cisterna o estança soterrada. La fitxa del Catàleg del Patrimoni de la Roca del Vallès en diu el següent:
| « | Restes de murs d'una estructura defensiva o de control, doncs es creu que per ací a prop hi passava la Via Romana de Parpers. El mur més sencer té un gruix de 90 cm i hi té obertes dues o tres espitlleres en dos registres. El registre inferior és situat actualment sota el nivell del sòl. El recinte té forma més o menys rectangular i al seu interior hi ha una cambra soterrada amb murs de factura medieval. Tots els murs que considerem medievals són realitzats amb còdols de riu amb la cara vista aplanada, unida amb morter de calç i disposada en filades horitzontals força regulars. | » |

Hom creu que estava més o menys vinculada al Castell de la Roca del Vallès.

## Accés
És ubicada a la Roca del Vallès: sortint de la Roca cap al Coll de Parpers per la C-1415c, al PK 13 prenem la pista cap a Can Companys de Baix. No entrem a la casa, sinó que seguim avall cap a la fondalada. Un cop travessada la riera, agafem el primer camí a la dreta. Als 320 m prenem un altre camí a la dreta i passats 70 m girem a l'esquerra. De seguida arribem a un punt on trobem un petit barranc a la dreta. Ací cal enfilar-se entre la màquia de bruc en direcció SSO i cercar la part més alta (on hi ha les restes). Coordenades: x=446202 y=4603839 z=197.